# Godsforvalter
En godsforvalter er en person, som står for driften af et gods. Tidligere var det også betegnelse for jernbaneembedsmand, der var leder af godsekspeditionen på Københavns banegård.